# مستشفى الصداقة الكمبودية الكويتية
مستشفى الصداقة الكمبودية الكويتية هو مستشفى خيري يقع في محافظة كندال بمملكة كمبوديا، ويعتبر أول مستشفى إسلامي في كمبوديا. تأسس بتاريخ 18 ربيع الثاني 1434 هـ الموافق 28 فبراير 2012، وبدأ باستقبال المرضى بتاريخ 23 مايو 2015. وقد بني المستشفى بدعم من عدة جهات خيرية داخل الكويت من أبرزها بيت الزكاة الكويتي وصندوق إعانة المرضى وفريق مهندسي الخير التطوعي، وعدد كبير من المحسنين والمحسنات. وقام بتنفيذه لجنة جنوب شرق آسيا بجمعية إحياء التراث الإسلامي الكويتية بالتعاون مع جمعية منابع الخير الكمبودية، وخضع لإشراف السفارة الكويتية في مملكة كمبوديا.

## المستشفى
يقع المستشفى على مساحة أرض تقدر ب 20 ألف متر مربع، وبتكلفة إجمالية بلغت 1.6 مليون دولار أمريكي. يضم المبنى الرئيسي للمستشفى الذي يحتوي 62 سريرا للمرضى، وغرفة طوارئ وغرف عمليات وغرف التوليد والعناية مركزة وعيادات خارجية وصيدلية وقسم للأشعة والمختبر. كما يتضمن المشروع مسجدا جامعا يسع لمئتين مصل، وسكنا للعاملين ومباني خارجية ملحقة للخدمات الطبية.

## التخصصات
تشمل التخصصات حاليًا: الباطنية والأطفال والنساء والولادة والأسنان والعمليات الصغرى.